# Jagdgeschwader 133
Jagdgeschwader 133 (dobesedno slovensko: Lovski polk 133; kratica JG 133) je bil lovski letalski polk (Geschwader) v sestavi nemške Luftwaffe.

## Organizacija
- štab
- I. skupina
- II. skupina

## Vodstvo polka
Poveljniki polka (Geschwaderkommodore)
- Podpolkovnik Werner Junck: 1. november 1938